# Seydelia turlini
Seydelia turlini är en fjärilsart som beskrevs av De Toulgoët 1976. Seydelia turlini ingår i släktet Seydelia och familjen björnspinnare. Inga underarter finns listade i Catalogue of Life.